# セイリーン郡 (ネブラスカ州)
座標: 北緯40度53分 西経97度14分 / 北緯40.883度 西経97.233度
セイリーン郡（英: Saline County）は、アメリカ合衆国のネブラスカ州にある郡。2000年時点での人口は13,843人で、郡庁所在地はウィルバー (Wilber)。
ネブラスカ州のナンバープレートで、セイリーン郡の車両は最初の数字が22になっている。これは1922年にナンバープレートの制度を確立した際、セイリーン郡の車両登録数が州内の郡のなかで22番目に多かったからである。

## 地理
アメリカ合衆国国勢調査局によると、この郡は総面積1,492 km2 (576 mi2) である。このうち1,490 km2 (575 mi2)が陸地で、2 km2 (1 mi2) が海や湖などの水地域である。総面積のうち0.13%が水地域となっている。

### 隣接する郡
- スワード郡（北）
- ランカスター郡（北東）
- ゲージ郡（南東）
- ジェファーソン郡（南）
- フィルモア郡（西）

## 人口動静

2000年の時点での郡の人口ピラミッド

2000年の国勢調査によると、セイリーン郡には13,843人、5,188世帯、及び3,507家族が暮らしている。人口密度は9/km2 (24/mi2) で、4/km2 (10/mi2) の平均的な密度に5,611軒の住居が建っている。この郡の人種の構成は白人92.99%、黒人（アフリカ系アメリカ人）0.36%、先住民0.38%、アジア系1.70%、太平洋諸島系0.03%、その他の人種3.40%、及び混血1.15%で、6.58%の人々がヒスパニックまたはラテン系である。
セイリーン郡に住む5,188世帯のうち、32.80%は18歳未満の子どもと暮らしており、56.50%は夫婦で生活している。7.20%は未婚の女性が世帯主であり、32.40%は家族以外の住人と同居している。27.50%は独居で、全世帯の14.30%は65歳以上の独居老人世帯である。1世帯あたりの平均人数は2.50人であり、家庭の場合は3.04人である。
郡の住民は25.10%が18歳未満の子どもで、18歳以上24歳以下が12.30%、25歳以上44歳以下が25.00%、45歳以上64歳以下が20.30%、および65歳以上が17.20%となっている。平均年齢は36歳である。女性100人に対して男性は97.80人いて、18歳以上の女性100人に対しては男性は95.10人いる。
郡の世帯ごとの平均収入は35,914米ドルで、家族ごとでは44,199米ドルである。男性の30,467米ドルに対して女性は22,690米ドルの平均的な収入がある。この郡の一人当たりの収入 (per capita income) は16,287米ドルである。総人口の9.40%、家族の6.40%は貧困線以下である。18歳未満の子どもの8.90%及び65歳以上の9.00%は貧困線以下の生活を送っている。

## 都市および村
- クリート (en:Crete, Nebraska)
- デ・ウィット (en:De Witt, Nebraska)
- ドーチェスター (en:Dorchester, Nebraska)
- フレンド (en:Friend, Nebraska)
- スワントン (en:Swanton, Nebraska)
- トビアス (en:Tobias, Nebraska)
- ウェスタン (en:Western, Nebraska)
- ウィルバー (en:Wilber, Nebraska)